# トルビアック橋
トルビアック橋(仏 : Pont de Tolbiac)は、フランスのパリ、セーヌ川に架かる橋である。
右岸の12区ベルシー河岸と、左岸の13区ヌーヴ・トルビアック通りとを結んでいる。既にあったが離れすぎていたナシオナル橋とベルシー橋の間に架けられた。5つの楕円アーチからなる全長168メートルの橋で1882年に落成した。

## 交通
- メトロ14号線 クール・サンテミリオン駅Cour Saint-Émilion下車

## 隣の橋
（上流）アモン橋―ナシオナル橋―トルビアック橋―シモーヌ・ド・ボーヴォワール橋―ベルシー橋（下流）